# Rilhac-Xaintrie
Rilhac-Xaintrie – miejscowość i gmina we Francji, w regionie Nowa Akwitania, w departamencie Corrèze.
Według danych na rok 1990 gminę zamieszkiwały 383 osoby, a gęstość zaludnienia wynosiła 15 osób/km² (wśród 747 gmin Limousin Rilhac-Xaintrie plasuje się na 304. miejscu pod względem liczby ludności, natomiast pod względem powierzchni na miejscu 228.).